# Бручкув
Бручкув (пол. Bruczków, нім. Bruckau) — село в Польщі, у гміні Борек-Велькопольський Гостинського повіту Великопольського воєводства.
Населення — 406 осіб (2011).
У 1975-1998 роках село належало до Лешненського воєводства.

## Демографія
Демографічна структура станом на 31 березня 2011 року:
|          | Загалом | Допрацездатний вік | Працездатний вік | Постпрацездатний вік |
| -------- | ------- | ------------------ | ---------------- | -------------------- |
| Чоловіки | 185     | 51                 | 115              | 19                   |
| Жінки    | 221     | 66                 | 118              | 37                   |
| Разом    | 406     | 117                | 233              | 56                   |